# Specialtecken i morsealfabetet
Då det ursprungliga morsealfabetet bara omfattade bokstäver som användes i engelska språket har specialtecken tillkommit för att representera till exempel bokstäver med diakritiska tecken.

## Språkrelaterade specialtecken
Samuel Morse var amerikan och därför baserades hans alfabet på det engelska språket och saknade många tecken som är mer eller mindre nödvändiga i andra språk, i första hand diakritiska tecken, tillägg som i första hand styr uttalet. Exempel på bokstäver med diakritiska tecken i svenskan är Å, Ä och Ö. Morsekoden för dessa upptas i tabell 4 ovan. Dessa tecken förekommer även i de övriga skandinaviska språken, med den modifikationen att koden för Ä får gälla även för Æ, och koden för Ö får gälla även för Ø med liknande uttal.
Samma koder som för svenskans Ä och Ö används även i estniska, finska och tyska utan förändring.
Lustigt nog kom Ö in även i turkiska språket i samband med att Kemal Atatürk 1923 genomdrev övergång från arabiska skrivtecken till västerländska. Det lär ha berott på att en svensk diplomat i Turkiet vid den tiden var med i den arbetsgrupp som skulle ta fram översättningstabellen från det arabiska till det latinska alfabetet. När man kom till en arabisk bokstav som saknade motsvarighet i engelska alfabetet föreslog svensken Ö, och så blev det. 
Å är vi tämligen ensamma om i Skandinavien, men samma kod  ━ ━━━ ━━━ ━ ━━━  gäller för à i franska språket.
Här följer ytterligare några språkspecifika tecken, men uppräkningen gör inte anspråk på att vara fullständig. Dessa morsekoder kan med samma eller annan betydelse förekomma även i andra språk. I språk som använder det kyrilliska alfabetet saknas motsvarighet till våra Å, Ä, Ö, men i stället har dessa teckens morsekoder använts för en del tecken i det kyrilliska alfabetet, som saknar motsvarighet i det latinska alfabetet.

## Esperanto
Ĉ  ━━━ ━ ━━━ ━ ━
Ĝ  ━━━ ━━━ ━ ━━━ ━
Ĥ  ━━━ ━ ━━━ ━━━ ━   (Föråldrad kod)
Ĥ  ━━━ ━━━ ━━━ ━━━   (Ny kod)
Ĵ  ━ ━━━ ━━━ ━━━ ━
Ŝ  ━ ━ ━ ━━━ ━
Ŭ  ━ ━ ━━━ ━━━

## Franska
| à, á                | ━ ━━━ ━━━ ━ ━━━         |                                            |
| â                   | ━ ━━━ ━ ━━━             |                                            |
| ç                   | ━━━ ━ ━━━ ━ ━           | Har ibland fått representera även ĉ        |
| ĉ                   | ━━━ ━━━ ━ ━━━ ━         |                                            |
| é                   | ━ ━ ━━━ ━ ━             | Har ibland fått representera även è och ê  |
| è                   | ━ ━━━ ━ ━ ━━━           |                                            |
| ö                   | ━━━ ━━━ ━━━ ━           | Detta är inte svenskt Ö utan "O med trema" |
| .                   | ━ ━ ━ ━ ━ ━             |                                            |
| ¶                   | ━ ━━━ ━ ━━━ ━ ━         | "Nytt stycke" (alinéa)                     |
| ,                   | ━ ━━━ ━ ━━━ ━ ━━━       |                                            |
| /                   | ━━━ ━━━ ━━━ ━━━ ━━━ ━━━ |                                            |
| "Felskrivning"      | ━ ━ ━ ━ ━ ━ ━ ━ ━       | Obs, 9 korta                               |
| "Passningen upphör" | ━ ━━━ ━ ━ ━━━ ━         | Ibland sammandraget utan teckenmellanrum   |

## Isländska
```
ð 
 
━ ━ ━━━ ━━━ ━
 "Eth"

þ 
 
━ ━━━ ━━━ ━ ━
 "Thorn"
```

## Italienska
```
Ó 
 
━━━ ━━━ ━━━ ━
 (Samma som svenskt 
Ö
.)
```

## Polska
```
Ą
 
 
━ ━━━ ━ ━━━

Ć
 
 
━━━ ━ ━━━ ━ ━

ch
 
━━━ ━━━ ━━━ ━━━

Ę
 
 
━ ━ ━━━ ━ ━

Ł
 
 
━ ━━━ ━ ━ ━━━

Ń
 
 
━━━ ━━━ ━ ━━━ ━━━

Ó
 
 
━━━ ━━━ ━━━ ━

Ś
 
 
━ ━ ━ ━━━ ━ ━ ━

Ż
 
 
━━━ ━━━ ━ ━ ━━━

Ź
 
 
━━━ ━━━
```

## Serbiska
"Narekova" ━ ━━━ ━━━ ━ ━ ━━━ ━━━ ━

## Spanska
```
Ñ
 
 
━━━ ━━━ ━ ━━━ ━━━

CH
 
 
━━━ ━━━ ━━━ ━━━

¿
 
 
━ ━ ━━━ ━ ━━━
        Inleder frågesats som avslutas med 
?

¡
 
 
━━━ ━━━ ━ ━ ━ ━━━
    Inleder utropsats som avslutas med 
!
```

## Svenska
```
Å
 
 
━ ━━━ ━━━ ━ ━━━

Ä
 
 
━ ━━━ ━ ━━━

Ö
 
 
━━━ ━━━ ━━━ ━
```

## Tjeckiska & Slovakiska
```
Ŝ
 
 
━ ━ ━ ━━━ ━
```

## Tyska
```
CH
 
 
━━━ ━━━ ━━━ ━━━
 
 
 
 (
Ligaturen
 används sällan nu för tiden,
 
 
 
 
 ersätts med 
bigrammet
 
 
━━━ ━ ━━━ ━
 
 
 
 
 
━ ━ ━ ━
)

ß
 
 
━ ━ ━ ━━━ ━━━ ━ ━
 
 
 ("dubbel-S" eller "skarpt S." Ersätts numera oftast av 
SS.
)

Ü
 
 
━ ━ ━━━ ━━━
 
 
 (
Transkriberas
 ibland 
UE.)
```

## Belarusiska
```
Ŭ
 
 
━ ━ ━━━ ━━━
```